# Risk Aware Consensual Kink
Risk Aware Consensual Kink o RACK es un término acuñado a finales de la década de 1990, en la escena BDSM, para redefinir las prácticas sexuales de sus practicantes, que hasta ese momento venían descritas por el término SSC (safe, sane and consensual: "seguro, sensato y consensuado"). En la comunidad hispanoparlante, suele traducirse como riesgo asumido y consensuado para prácticas de sexualidad alternativa o no convencionales (racsa).

## Historia
Esta nueva lectura de las relaciones BDSM que discurren en un marco sensato pretende poner coto a un cierto fundamentalismo del que se quejaba David Stein, el promotor del término SSC, y otros muchos activistas, un fundamentalismo nacido del abuso en la interpretación del anterior eslogan, muchas veces influido por una incorrecta comprensión de los propósitos de sus creadores, como señala el propio David Stein.

## Fundamentos
De forma general, se acepta por la mayor parte de la escena BDSM europea que el concepto racsa señala más una filosofía, un estilo de vida, que un concepto o un "manual del buen bdsmista", como de forma extemporánea se había venido utilizando abusivamente el término SSC en algunos ámbitos, a juicio de la mayoría.
En el centro ideológico del racsa o RACK está la decisión libre, consciente e informada de los participantes, respecto a una determinada actividad para consensuar los riesgos que ésta comporta, y la negación del derecho de terceros a interpretar desde fuera dichos riesgos, a establecer unilateralmente lo que es sensato o insensato, lo que es seguro o inseguro. En realidad, muchos activistas opinan que es el libre e informado albedrío contra la inquisidora vara de medir de los terceros no involucrados en el consenso. La vieja lucha de poder entre democracia y totalitarismo, reencontrada aquí entre el consenso de una parte, como eje central, y la valoración particular de lo que es seguro, de otra, empleada de forma sectaria.

"Mientras contemplas un escenario que puede representar un riesgo alto, puedes oír cerca de ti que alguien susurra: "No tendrían que estar haciendo eso... no es seguro... es un dominante peligroso" -ese, exactamente, es el espíritu SCC. Pero si escuchas: "Me pregunto si sabe el riesgo que representa eso... me pregunto si no hay una forma más segura de hacerlo... creo que voy a hablar con él, después del final de la sesión" -ése es el espíritu del RACK.

Datenschlag, la mayor y más respetada fuente de datos y estudios científicos recopilados sobre el BDSM y el S/M, cita al respecto, infiriendo el propósito inicial del término SSC, en contra de su abuso actual por algunos sectores minoritarios de la escena:

Cumplimentar ese marco con iniciativas propias queda en mano de los participantes. Solo ellos pueden decidir lo que es sensato, seguro o consensuado para sí mismos. Lo que puede ser seguro para unos puede sobrepasar los límites de otros. El juicio de terceros sobre una situación dada conduce frecuentemente a uno de estos dos errores:

a/ El espectador cree reconocer una situación insegura o no-consensual, pese a que los participantes son de otra opinión.
b/ El espectador se burla de lo que para él puede constituir una exagerada seguridad, pero que para los participantes cumple una importante función. 

Muchos de los activistas de la escena señalan hoy en día que la definición SSC es más propia para comunicarse con la sociedad y los medios de comunicación, mientras que el término RACK racsa) define con mayor rigor y precisión las prácticas reales.